# 毛利元就郡山籠城日記
毛利元就郡山籠城日記（もうりもとなりこおりやまろうじょうにっき）は、安芸国の国人領主・毛利元就が吉田郡山城の戦いについて記録した文書。これを含む「毛利家文書」は重要文化財に指定されており、本日記は毛利家文書第286号として山口県防府市の毛利博物館に収蔵されている。

## 概要

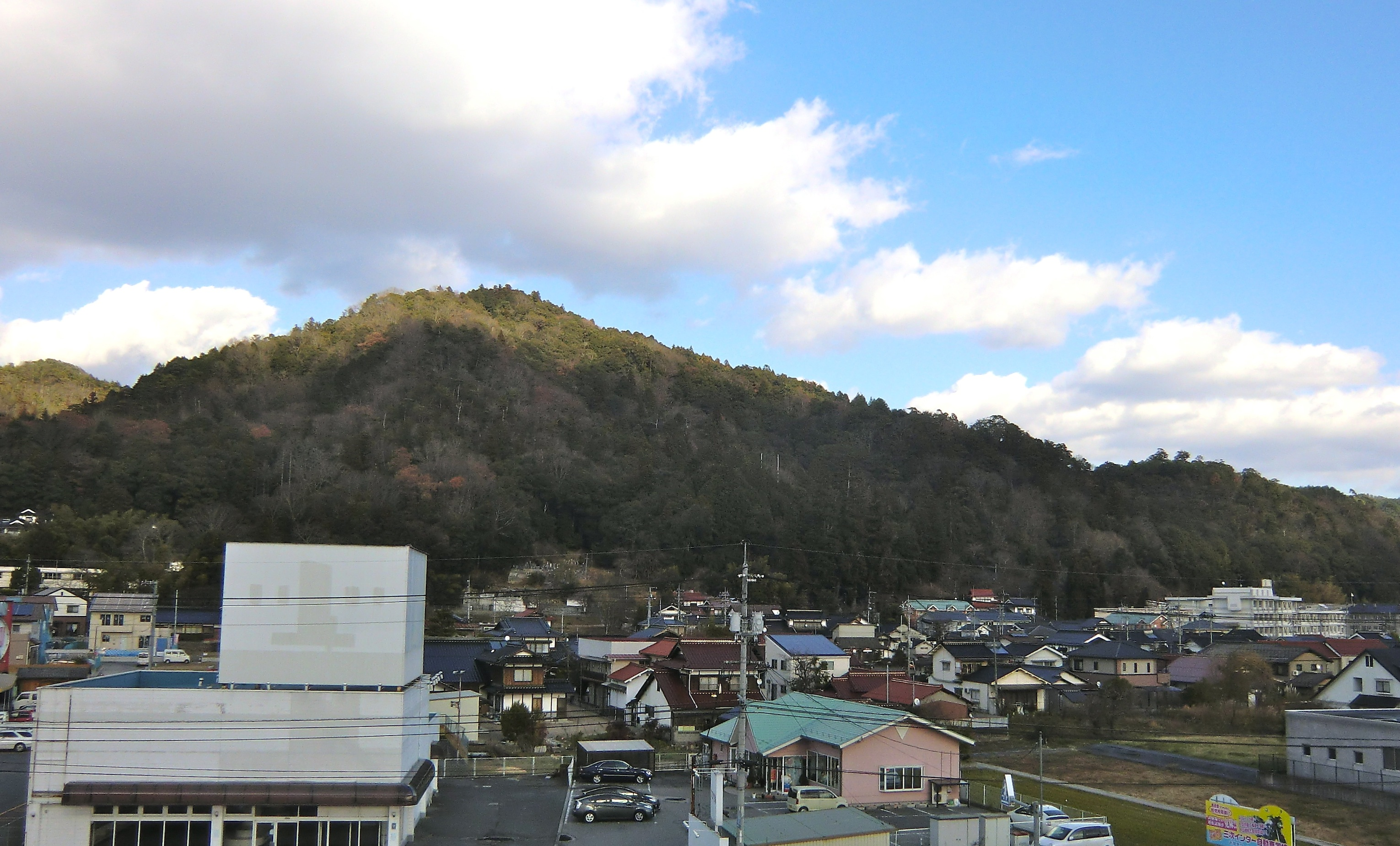
吉田郡山城跡の遠景

この日記は、天文9年（1540年）9月から翌10年（1541年）1月にかけて発生した、尼子詮久（後の尼子晴久）が毛利氏の居城・吉田郡山城を攻めた戦いについて毛利元就自身が自筆したもの。合戦終結からまもない同年2月16日付けで書かれており、当事者の記録として貴重な史料である。合戦後における元就の軍功は、大内義隆からも幕府に報告されたが、元就自身も使者を派遣して天文10年2月16日付で記載した戦況報告書『毛利元就郡山籠城日記』を宍戸元源の書状とともに、幕府の木沢長政のもとに持参させ､足利義晴や管領の細川晴元らに披露させた。幕府では尼子氏によって追放された赤松晴政に同情していたため、尼子氏を敗走させた元就の働きに大いに感動した。細川晴元から天文10年4月2日付で元就に出された書状には、最大級の賛辞が記載されている

### 表題
本来の日記の表題は「天文九年秋至藝州吉田尼子民部少輔初向之次第」であり、「天文9年秋に尼子詮久が安芸吉田を攻めたことの次第」を意味する。吉田郡山城の戦いはいわゆる籠城戦（攻城戦）ではない（郡山周辺で幾度も戦いは行われたが、城そのものを巡る攻防は行われなかったと考えられており、日記中にも籠城や城攻めのことは触れられていない）が、軍記物による籠城戦の痛手を受けて、この表題が付けられたと思われる。

## 特徴
本日記は、合戦の経緯を室町幕府へ報告するために、毛利・尼子両軍が戦った場所とその戦果（討ち取った敵の数及び被害人数）をまとめている。報告を受けた当時の管領・細川晴元は「天下にその隠れなく候、御高名の至りに候」と元就の勝利を賞賛した。ただし、この日記では自身の戦果を強調するために誇張があると考えられている。
- 記録されている戦いの多くが、毛利兵の死者過少（死者なし〜10人余程度）に対して、尼子兵の死者過大（数十〜200人余）となっている[2]。
- 毛利軍を支援した宍戸氏・竹原小早川氏・陶氏の軍勢について詳述されず、参戦しているはずの天野興定の名前が出てこないなど、援軍の活動を意図的に省略している[2]。そのため、本日記は「元就の手柄自慢」と見られている[2]。